# The Sinner Rides Again
The Sinner Rides Again je druhé studiové album anglické metalové skupiny KK's Priest, které bylo vydáno 29. září 2023 přes vydavatelství Napalm Records. Vedlo si lépe než debutové album a největšího úspěchu v evropských žebříčcích dosáhlo ve Finsku, Švédsku, Německu, Švýcarsku, Polsku a Velké Británii.
Album se zároveň v USA umístilo v Hard Music Albums na 1. místě, Top New Artist Albums na 3. místě, Current Rock Albums na 6. místě a Record Label Independent Current Albums na 9. místě.
V Kanadě se umístilo v žebříčcích Hard Music Albums na 1. místě, Top Current Albums na 7. místě a Top Canadian Album Sales na 8. místě.
Znovu se objevilo v českém rockovém magazínu Spark mezi nejlepší alba za rok 2023 na 6. místě.

## Seznam skladeb
Všechny skladby napsal K. K. Downing, pokud není uvedeno jinak.
| Pořadí | Název                  | Autor               | Délka |
| ------ | ---------------------- | ------------------- | ----- |
| 1.     | Sons of The Sentinel   |                     | 4:11  |
| 2.     | Strike Of The Viper    | Downing, A.J. Mills | 2:24  |
| 3.     | Reap The Whirlwind     |                     | 3:34  |
| 4.     | One More Shot at Glory |                     | 4:27  |
| 5.     | Hymn 66                |                     | 4:35  |
| 6.     | The Sinner Rides Again |                     | 4:40  |
| 7.     | Keeper of The Graves   |                     | 5:41  |
| 8.     | Pledge Your Souls      |                     | 4:28  |
| 9.     | Wash Away Your Sins    | Downing, Mills      | 6:28  |

## Obsazení
- Tim "Ripper" Owens – zpěv
- K. K. Downing – kytary
- A.J. Mills – kytary
- Tony Newton – baskytara
- Sean Elg – bicí